# James Monroe
James Monroe (28 de abril de 1758 — 4 de julho de 1831) foi um estadista, advogado, político, diplomata e um dos Pais Fundadores dos Estados Unidos. Ele serviu como o quinto presidente do país de 1817 a 1825. Um membro do Partido Democrata-Republicano, sua presidência coincidiu com a Era dos Bons Sentimentos, um período na história do país caracterizado por um superficial senso de propósito e unidade nacional. Ele é mais conhecido por sua declaração da chamada Doutrina Monroe, uma política de oposição ao colonialismo Europeu nas Américas. Anteriormente, ele havia servido como governador da Virgínia, foi membro do Senado dos Estados Unidos, embaixador na França e Reino Unido, e ainda foi o sétimo Secretário de Estado e o oitavo Secretário de Guerra na administração Madison.
Nascido em uma família de plantadores em Condado de Westmoreland, na Virgínia, Monroe serviu no exército continental durante a Guerra de Independência dos Estados Unidos. Ele estudou direito com Thomas Jefferson de 1780 a 1783, e depois serviu como delegado no Congresso Continental e então na Convenção de Ratificação da Virgínia, onde se opôs a aprovação da Constituição dos Estados Unidos. Em 1790, ele foi eleito para o Senado, onde se tornou líder dos Democratas-Republicanos. Monroe deixou o Senado Federal em 1794 para servir ao Presidente George Washington como embaixador na França mas foi reconvocado em 1796. Ele foi então eleito Governador da Virgínia em 1799 e foi um fervoroso defensor da candidatura de Thomas Jefferson para a eleição presidencial de 1800.
Como enviado especial do Presidente Jefferson, Monroe ajudou nas negociações da Compra da Luisiana, o que levou os Estados Unidos a quase dobrar de tamanho. Monroe teve um desentendimento com seu amigo de longa data James Madison após este rejeitar o Tratado Monroe-Pinkney que Monroe havia negociado com os britânicos. Ele desafiou sem sucesso Madison na eleição presidencial de 1808, mas em abril de 1811 ele acabou se juntando ao governo Madison como Secretário de Estado. No período final da Guerra de 1812, Monroe simultaneamente serviu como Secretário de Estado e Secretário de Guerra de Madison. Sua liderança em tempo de guerra o estabeleceu como o herdeiro aparente de Madison e ele acabou facilmente derrotando Rufus King, o candidato do Partido Federalista, na eleição de 1816.
A presidência de Monroe foi contígua com a "Era dos Bons Sentimentos", com o Partido Federalista entrando em colapso como uma força política nacional. Como presidente, Monroe assinou o Compromisso do Missouri, que admitiu o estado de Missouri como um estado escravagista e proibiu a escravidão nos territórios ao norte do paralelo 36°30′. Internamente, ele favorecia investimentos a infraestrutura, mas acreditava que o governo não deveria agir sozinho, exortando (sem sucesso) o Congresso a agir. Ele também supervisionou o papel do governo federal em regular o comércio interestadual. No início de sua administração, o país foi afetado pelo Pânico de 1819, mas o presidente não tinha poderes para interferir ativamente na economia, com a maioria dos bancos sendo regulados pelos estados. A falta de ação do governo federal fez com que a crise se alongasse, com aumento no desemprego e empresas fechando. Nas relações exteriores, Monroe e seu Secretário de Estado, John Quincy Adams, favoreciam a conciliação com a Grã-Bretanha e uma política de expansionismo contra o Império Espanhol. No Tratado de Adams-Onís de 1819, com a Espanha, os Estados Unidos formalmente anexaram a Flórida e estabeleceu sua fronteira ocidental com o território da Nova Espanha. Em 1823, Monroe anunciou que os Estados Unidos iriam se opor a qualquer intervencionismo Europeu nas Américas, em luz dos recentes movimentos por independência na América Latina, no que ficou conhecido como "Doutrina Monroe", que se tornou uma importante marca na política externa dos Estados Unidos. Monroe foi um membro da American Colonization Society, que apoiou a colonização da África por escravos libertos. Na Libéria, a capital Monróvia tem esse nome em honra a ele. Após sua aposentadoria da política em 1825, Monroe sofreu dificuldades financeiras e faleceu em 4 de julho de 1831, em Nova Iorque. Historiadores e acadêmicos geralmente o classificam como um presidente acima da média.

## Biografia
James Monroe nasceu em 28 de abril de 1758, em uma área arborizada de Westmoreland County, Virgínia. O local é marcado e é uma milha a partir do que é hoje conhecido como o Monroe Hall, Virginia. O pai de Monroe, Spence Monroe (1727-1774) era um plantador moderadamente próspero que também aprendeu o ofício de carpintaria. Sua mãe, Elizabeth Jones Monroe (1730-1774), casou-se com Spence Monroe em 1752. Seu bisavô paterno emigrou para a América vindo da Escócia, em meados do século XVII. Em 1650, Andrew Monroe patenteou uma grande extensão de terras em Washington Parish, no  Condado de Westmoreland, na Virgínia.

### Vida acadêmica
Parou de estudar aos 16 anos, para participar da luta pela independência dos Estados Unidos. Sendo ferido em combate, recebeu de George Washington o posto de capitão.
Reiniciando seus estudos, se formou em direito. Tinha grande amizade por Thomas Jefferson. Por influência de seu mentor, iniciou sua carreira política.

## Carreira política

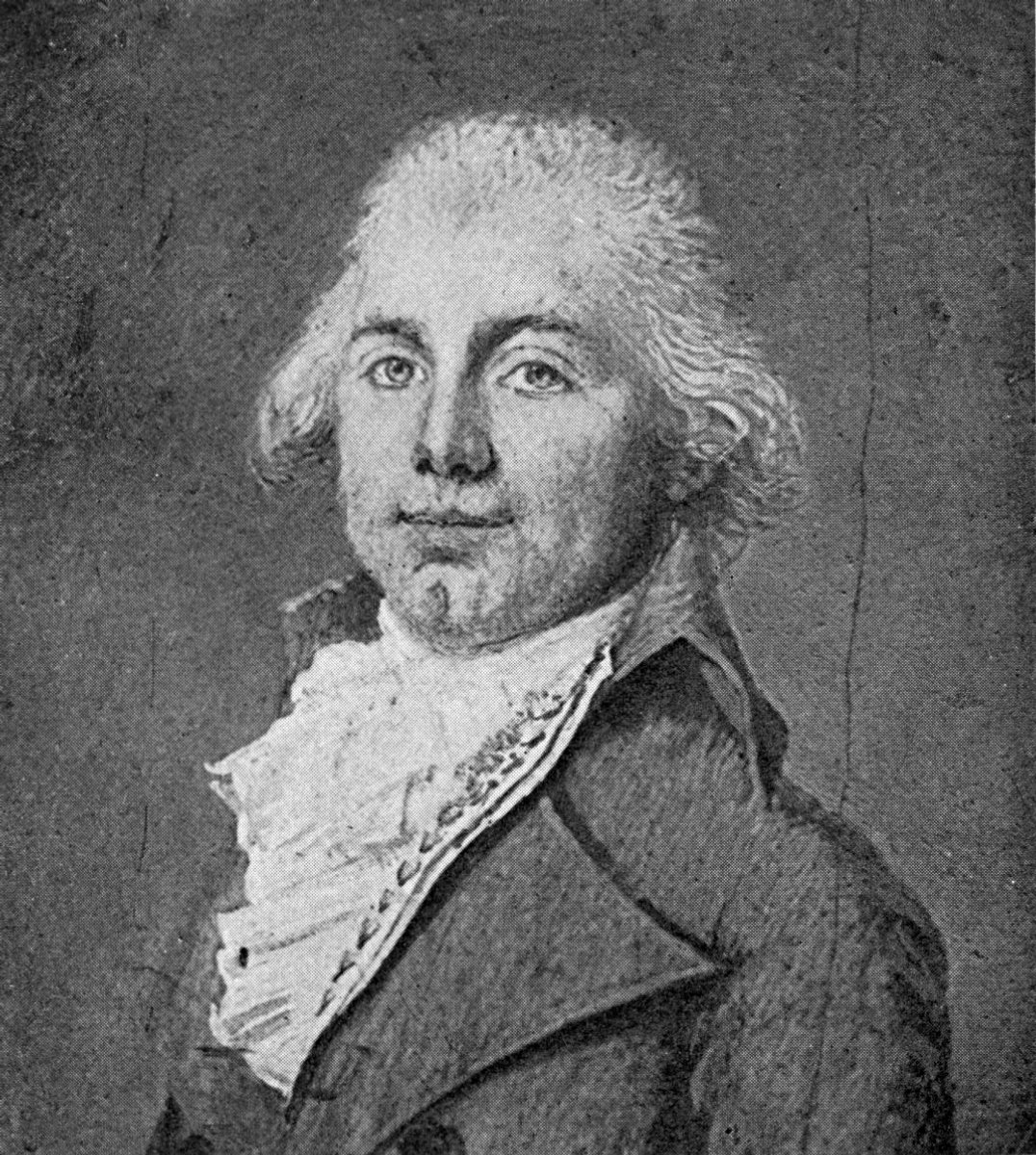
Miniatura de James Monroe, pintada em Paris em 1794, por Louis Semé

Monroe foi eleito Representante em 1782, e em seguida presidente da câmara legislativa do estado. Integrou o congresso continental sendo um dos responsáveis pela aprovação da constituição americana.
Elegeu-se em 1790, senador. Em 1794 foi nomeado embaixador na França pelo presidente George Washington. Governou a Virgínia entre 1799 e 1802. Foi designado para negociar a compra dos territórios situados na foz do rio Mississippi pelo presidente Thomas Jefferson. Viajando para a França e Espanha, firmou o tratado pelo qual a França vendeu aos Estados Unidos o território da Luisiana.
Em 1811 voltou a governar a Virgínia. Renunciou ao cargo de governador e tornou-se Secretário de Estado norte-americano, cargo este acumulado com o de secretário de Defesa entre 1814 e 1815.

## Campanha Presidencial
Monroe em 1817 foi eleito presidente dos Estados Unidos e reelegeu-se em 1820. Ao longo destes dois mandatos, negociou com a Espanha o território da Flórida.
Em 1820 firmou o compromisso de Missouri. Neste documento, houve a intenção de resolver a controvérsia constitucional entre escravocratas e abolicionistas. Monroe se saiu vitorioso nas negociações.

## Política externa
Na América Latina, com o desmantelamento do império espanhol, houve diversos estados que lutaram pela independência. James Monroe, após negociações, aceitou suas independências, desde que muitas das nações aceitassem o protetorado norte-americano.
Edward Everett, em 1821, afirmou: (sic)..."Nem com todos os tratados que possamos fazer, nem com todo o dinheiro que emprestarmos, poderemos transformar seus Bolívares em Washington".

### Doutrina Monroe
Em função de sua política externa, em 1823, Monroe promulgou a doutrina que acabou por levar seu nome. A linha de ação da Doutrina Monroe repudiava a intervenção da Europa nos países do continente Americano, Sendo esta assumida pelos Estados Unidos, que passaram a ser mediadores e orientadores das políticas externas dos países latino-americanos sob a máxima: A América para os americanos.

## Fim de carreira
Após seu segundo mandato, que terminou em 1825, Monroe abandonou a vida pública e voltou para o estado da Virgínia. Morreu em Nova Iorque em 4 de julho de 1831. Foi sepultado no Hollywood Cemetery, Richmond, Virgínia no Estados Unidos.